# Selenia nigrobrunneata
Selenia nigrobrunneata là một loài bướm đêm trong họ Geometridae.